# Kelheim
Kelheim és un municipi de Baviera, Alemanya, capital del districte de Kelheim. Està situat a la confluència dels rius Altmühl i Danubi. En el cens de 2005, tenia 15.667 habitants.

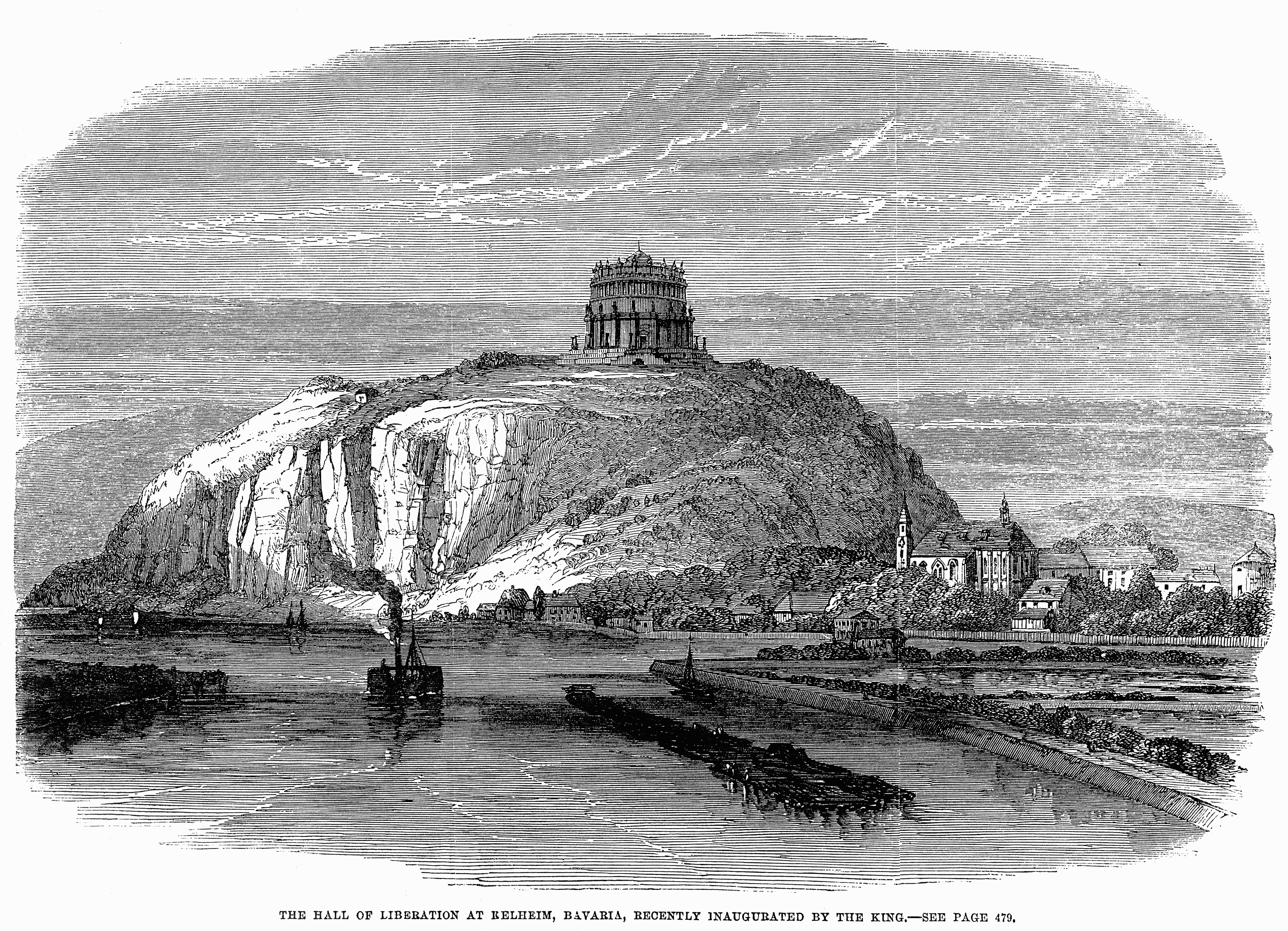
Gravat de Befreiungshalle, o Sala de l'Alliberament.

Kelheim va ser també la seu d'un gran oppidum de l'Edat del Ferro dins el període La Tène. Kelheim ha donat el seu nom a l'estil de construcció amb pals de fusta verticals pfostenschlitzmauer.
G. Schneider & Sohn hi tenen una gran fàbrica de cervesa tipus weissbier.

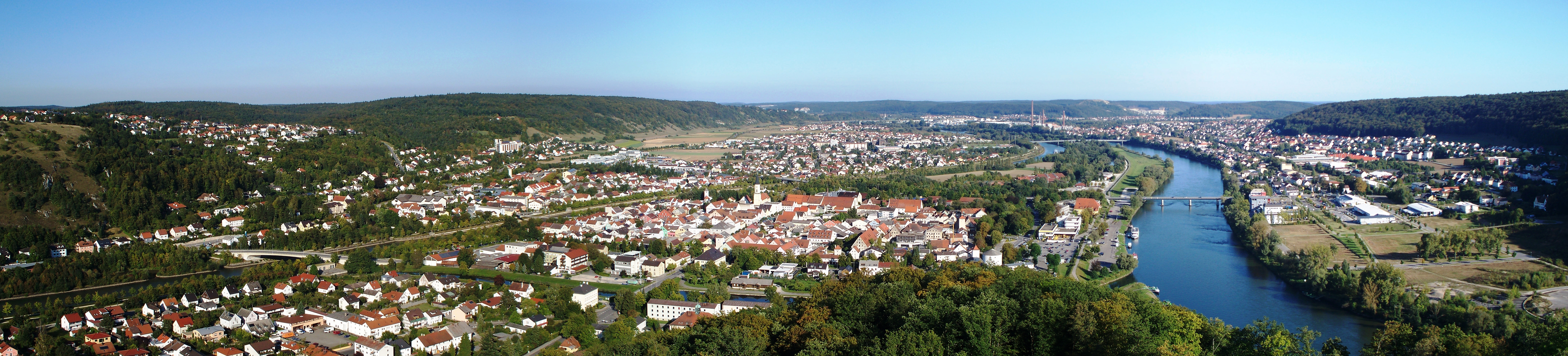
Vista panoràmica.